# Oleg Vlasov
Oleg Sergeevič Vlasov (in russo Олег Сергеевич Власов?; Priladozhskiy, 10 dicembre 1984) è un ex calciatore russo, di ruolo centrocampista.

## Carriera
Oleg Vlasov crebbe calcisticamente a Pskov, una città situata nel nord-ovest della Russia, all'incirca a 20 km ad est dal confine con l'Estonia. Debuttò appena diciassettenne nella squadra locale ed un anno dopo venne notato dagli osservatori dello Zenit San Pietroburgo, che decisero di prelevarlo. Debuttò in prima squadra il 23 maggio 2003, a 19 anni, in una gara persa per 2-1 dallo Zenit in casa del Krylya Sovetov Samara. Da questo momento della stagione in poi iniziò a giocare costantemente in prima squadra. Grazie alla sua capacità di rendersi incisivo appena entrato in campo, realizzò due reti in campionato da subentrato, sempre contro l'FK Mosca, prima in un match vinto per 3-0 dalla formazione di San Pietroburgo, poi decidendo la gara del girone di ritorno, conclusasi 0-1, grazie ad un suo gol allo scadere. Al termine di questa sua prima positiva stagione, venne considerato come uno dei più interessanti giovani talenti russi; nello Zenit formava inoltre il 'trio del 1984' con i centrocampisti Vladimir Bystrov ed Igor' Denisov, entrambi suoi coetanei, con i quali legherà subito.
Nella stagione successiva, dopo un periodo iniziale trascorso fra panchina e tribuna, iniziò a giocare con regolarità a partire dalla nona giornata del campionato russo. A causa della sovrabbondanza di esterni nella rosa dello Zenit, che già in quegli anni lottava ai vertici del calcio russo, partiva da titolare soltanto di rado, chiuso da giocatori più forti come Vladimir Bystrov, Olexander Spivak e Radek Šírl. Tuttavia, riuscì ad entrare nel giro della nazionale russa Under-21. Segnò il suo terzo gol in Prem'er-Liga nel terzultimo match del campionato 2004, contro il Saturn, la sua futura squadra.
Nonostante una rete contro il Kuban Krasnodar che valse allo Zenit il passaggio del turno in Coppa di Russia, l'inizio della successiva stagione fu difficile: chiuso in un primo momento dall'arrivo dell'ennesimo esterno, Oleg Trifonov, con la cessione di Bystrov allo Spartak Mosca, riuscì a trovare più spazio, sia in campionato che in Coppa UEFA, complice anche un serio infortunio occorso al ceco Sirl.
Il 2006 sembrò l'anno della sua definitiva consacrazione: disputò una buona gara nel ritorno dei Quarti di finale di Coppa UEFA contro il Siviglia e soprattutto riuscì a rendersi decisivo in una vittoria ottenuta dallo Zenit contro il Luč-Ėnergija, cambiando la partita con il suo ingresso in campo e realizzando di testa la rete del 2-1 su calibrato assist di Arshavin. Sembrava essere la classica gara della svolta, poiché, forse per la prima volta da quando era allo Zenit, diventò un titolare fisso della squadra. Ma proprio in quel periodo lo Zenit iniziò ad entrare in una piccola crisi di risultati che pregiudicò l'andamento in campionato. Il tecnico Petrzela venne esonerato e, dopo la pausa per il Campionato mondiale di calcio 2006, arrivò a San Pietroburgo Dick Advocaat. Vlasov fece una buona impressione in allenamento al suo nuovo allenatore, segnando il gol della vittoria nella prima gara della sua gestione (ottavo di finale di Coppa di Russia) ma, inaspettatamente, venne ceduto dallo Zenit pochi giorni dopo.
Nel frattempo, viene tenuto d'occhio dal neo Commissario tecnico della Nazionale russa, Guus Hiddink, che lo inserisce nella lista dei 50 giocatori convocabili per le qualificazioni per EURO 2008 ma, proprio sul più bello, la sua carriera venne compromessa. Dopo appena tre incontri disputati con il Saturn, infatti, si infortunò gravemente al ginocchio, rimanendo fermo quasi un intero anno. Il periodo di recupero fu lungo e rientrò nella stagione successiva, nella quale collezionò in totale 9 presenze (di cui appena due da titolare), tutte nell'estate del 2007, con un gol (che decise la sfida in Coppa di Russia contro lo SKA-Ėnergija.
Nel gennaio del 2008, scaduto il suo contratto con il Saturn, ha deciso di trasferirsi a parametro zero al Rostov, che lo ha annunciato sul proprio sito ufficiale ma, per motivi sconosciuti, non è stato però tesserato dal club del Mar Nero ed è rimasto così fermo fino al giugno successivo, quando supera con successo un provino con il Terek Groznyj, formazione cecena neopromossa nella massima serie russa. Attualmente conta 12 presenze (di cui 4 da titolare) con la maglia biancoverde.